# Hans-Ludwig Schilling
Hans-Ludwig Schilling (* 9. März 1927 in Mayen; † 18. August 2012) war ein deutscher Komponist und Musikprofessor.

## Leben
Schilling wurde von früher Kindheit an durch seinen Großvater Johann Stoll musikalisch unterwiesen. Im Alter von 13 Jahren hatte er bei den Kölner Professoren Heinrich Lemacher (Theorie) und Bram Eldering (Geige) Unterricht. Seine Kompositions-Studien betrieb er bei Harald Genzmer, Paul Hindemith, Nadia Boulanger, Antoine-Elisée Cherbuliez und Wolfgang Fortner. Neben Klavier und Fagott schloss er auch ein Philosophie-, Literatur- und musikwissenschaftliches Studium ab. Nach früheren Lehraufträgen (Freiburg i. Br. und Karlsruhe) leitete er seit 1973 die Fachgruppe Komposition-Theorie-Musikwissenschaft am Meistersingerkonservatorium in Nürnberg.

## Werk
Schwerpunkte im kompositorischen Œuvre für alle Musikgattungen außer der Oper (360 Titel) bilden Bläser-, Orgel- und Chormusik. Es liegen auch 16 Solokonzerte mit Orchester sowie symphonische Blasmusik neben anderen Orchesterwerken vor.
- Concerto Tuba & Co Streichorchester ISMN M-2054-0523-6
- Weihnachts Partita Nr. 1, Trompete B/C, Streicher (2 Violinen, Viola, Violoncello, Kontrabass), ISMN M-2054-0634-9
- Weihnachts Partita Nr. 1, Trompete B/C, Orgel, ISMN M-50000-091-4
- Weihnachts Partita Nr. 2, Trompete B/C, Streicher (2 Violinen, Viola, Violoncello, Kontrabass)
- Weihnachts Partita Nr. 2, Trompete B/C, Orgel, ISMN M-50000-233-8
- Bagatelles en Suite, Klarinette oder Bass-Klarinette, ISMN M-50000-815-6
- Osterhymnus, Trompete B/C, Orgel, ISMN M-50000-092-1
- Konzert in einem Satz, 2 Trompeten B/C, Orgel, ISMN M-2054-0571-7
- Impromptus, (4)/3 Posaunen, ISMN M-2054-0572-4
- Chant á sentiment, Trompete B/C, Orgel, ISMN M-2054-0154-2
- Tak - Dank Orgel, ISMN M-2054-0141-2
- IV Pezzi Notturni, Vl, Va, Vc, ISMN M-2054-0138-2
- Salonstücke, (3)m Violine, Piano ISMN M-2054-0139-9
- Trois Èpisodes Lyriques, Violine, Piano ISMN M-2054-0136-8
- Drei lyrische Stücke, Trompete B/C oder (Flügelhorn), Orgel: Nr. 1 Consolati, ISMN M-50000-124-9; Nr. 2 Lamento, ISMN M-50000-126-3; Nr. 3 Oratio, ISMN M-50000-125-6
- Missa Brevis „Eibacher Messe“, Gemischter Chor (S.A.T.B.) a cappella oder mit Orgel colla parte, ISMN M-2054-0595-3
- Sonatina, Trompete, Piano, ISMN M-50000-173-7
- Sonatina „Positano“, Flöte Solo, ISMN M-2054-0140-5
- Sonatina 2003 Klarin, Piano, ISMN M-2054-0493-2
- Trombola Suite, 4 Trompeten (B oder C); Editions Bim
- Adagio Lamentoso, Streichertrio: Vl, Va, Vc, ISMN M-2054-0137-5
- Suite in Memoriam Paul Hindemith, Violine Solo, ISMN M-2054-0491-8
- Divertimento, Trompete B/C, Oboe, Fagott, Cembalo, Kontrabass, ISMN M-2054-0492-5
- St. Edmundsbury Music (Canzon’e Ricercare a 7), Brass Septett: 3 Trompeten B/C, Horn, 2 Posaunen, Tuba oder Brass Septett: 3 Trompeten B/C,Horn, 2 Posaunen, Tuba, ISMN M-2054-0489-5
- Floriani Suite, Trompete, ISMN M-50000-597-1
- Sonatina Capricciosa, Klarinette, Klavier, ISMN M-50000-599-5
- Mimus, Klarinette, Klavier, ISMN M-50000-598-8
- Favorite, Trompeten, Piano, ISMN M-50000-588-9
- Suite Palatium, 3 Trompeten, ISMN M-50000-593-3
- Amalfi, Flöte Solo, ISMN M-50000-594-0
- Aus Schuberts Garten, (Suite 1997), Querflöte und Gitarre, Edition CANAVAS
- Duo concertante, 2 Gitarren, Edition CANAVAS
- Suite für Zupforchester, Zupforchester, Edition CANAVAS